# Бэйлунь
Бэйлу́нь (кит. упр. 北仑, пиньинь Běilún) — район города субпровинциального значения Нинбо провинции Чжэцзян.

## География
Бэйлунь расположен на востоке города и граничит с районом Чжэньхай на северо-западе (по реке Юнцзян) и районом Иньчжоу на юго-западе. На западе протекает река Юнцзян, на востоке район омывается Восточно-Китайским морем. На востоке расположено два крупных островаː Вайшэньма и Мэйшань, также есть несколько меньших по площади.

## История
Изначально эти места входили в состав уезда Чжэньхай. 27 января 1984 года правительством провинции Чжэцзян было принято решение о создании района Биньхай (滨海区) города Нинбо. 18 октября 1984 года на южном берегу реки Юнцзян была создана зона технико-экономического развития. 1 июля 1985 года был расформирован уезд Чжэньхай: территория к северу от реки Юнцзян стала районом Чжэньхай, территория к югу от реки Юнцзян — районом Биньхай. В 1987 году район Биньхай был переименован в Бэйлунь.
В 1991 году в Бэйлуне была официально создана Бэйлуньская портово-промышленная зона (北仑港工业区). 30 октября 1992 года Бэйлуньская портово-промышленная зона была объединена с Нинбоской зоной технико-экономического развития. 19 ноября 1992 года была создана Нинбоская безналоговая зона.

## Экономика
Изначально Бэйлунь был рыболовецкой деревней. Из-за глубоководной акватории у побережья Бэйлунь (глубина 17 м) правительство Китая решило построить здесь крупный глубоководный порт. Морской порт Бэйлунь является одним из пяти структурных подразделений одного из крупнейших портов Китая Нинбо—Чжоушань. Кроме порта в районе расположены зона свободной торговли и электростанция (ТЭЦ Guodian Beilun Power Station).

## Административное деление
Район делится на 9 уличных комитетов и 1 посёлок.